# 래니 준
래니 준(Lanny Joon)은 한국계 미국의 배우이다.

## 작품 목록

### 영화
- 앨빈과 슈퍼밴드 2 (2009)
- 테이커스 (2010)
- 베이비 드라이버 (2017)

### 텔레비전
- 로스트 (2008)
- CSI: 과학수사대 (2008)
- 넘버스 (2009)
- 포가튼 (2010)
- 우리가족 마법사 (2011)
- 빅뱅 이론 (2011)
- 캐슬 (2011)
- NCIS: 로스앤젤레스 (2013)
- 루시퍼 (2016)
- NCIS (2017)